# خافيير روكا
خافيير روكا (بالإسبانية: Javier Roca) (9 أغسطس 1977 بسانتياغو في تشيلي - ) هو مدرب كرة قدم ولاعب كرة قدم تشيلي في مركز الوسط. لعب مع برسيجا جاكارتا وبي إس إم إس ميدان وPersiba Balikpapan ‏ وبيرسيبايا سورابايا وPersidafon Dafonsoro ‏ وPersis Solo ‏ وPS Gianyar ‏ وBatavia Union F.C. ‏ وGresik United F.C. ‏ وبيرسيتارا جاكرتا أوتارا ‏.

## وصلات خارجية
- خافيير روكا على موقع قاعدة بيانات كرة القدم.إي يو (الإنجليزية)
- خافيير روكا على موقع Soccerway.com (الإنجليزية)